# Панаретовці
Панаре́товці (болг. Панаретовци) — село в Сливенській області Болгарії. Входить до складу общини Сливен.

## Населення
За даними перепису населення 2011 року у селі проживали 327 осіб, з них 323 особи (99,4 %) — болгари.
Розподіл населення за віком у 2011 році:
Динаміка населення: